# 서울연구원
서울연구원(서울硏究院, The Seoul Institute)은 복잡하고 다양한 서울의 도시 문제를 효율적으로 해결하여 서울시정발전에 기여하기 위하여 설립된 서울특별시청 산하 재단법인이다. 재단은 서울특별시 서초구 남부순환로 340 길 57 (서초동 391)에 위치해 있다.(이전예정)

## 설립 근거
- 서울특별시 서울연구원 육성 조례[3]

- 지방자치단체 출연연구원의 설립 및 운영에 관한 법률

## 연혁
- 1992년 10월 1일 서울특별시 시정개발연구원 개원
- 2012년 7월 26일 "서울연구원"으로 개정 조례 공포[4]

## 주요 업무
- 시정 주요분야의 정책 개발 및 전문적인 조사·연구
- 시정 주요 당면과제에 대한 연구용역 및 학술활동 수행
- 국내·외 연구기관간 연구 및 정보 교류·협력

## 조직
- 이사회
- 서울연구원장 (현재 부원장 직무대행)
- 연구자문위원회
- 소통협력위원회
- 정책협력관
- 행정실 (연구직 보직 부서장)

## 소속기관
- 서울공공투자관리센터 (최근 청사분리)